# ポリ臭化ジフェニルエーテル

PBDE類の一般式

ポリ臭化ジフェニルエーテル（ポリしゅうかジフェニルエーテル）とは、ポリブロモジフェニルエーテル (Polybrominated diphenyl ether) のことで、略してPBDE（ピービーディーイー）とも呼ばれる。
酸化ジフェニルの臭素化により得られ、置換臭素の数や位置によって、PCBと同様に計算上209種の異性体が存在する。分子式は C12H(10−n)BrnO (1≦n≦10) と表される。
同じ臭素系難燃剤 (BFR) であるポリ臭化ビフェニル（PBB）よりも毒性が低く電気製品や建材、繊維などに難燃剤として添加され、重量比で数十％をPBDEが占めるものもあったといわれる。ハロゲン系難燃剤は気相で燃焼反応を抑制するため幅広い素材に添加でき、PBDEはその難燃効果の高さからプラスチック製品などに広く利用されてきた。
PBDE とともに酸化アンチモン（三酸化二アンチモン）も難燃助剤として共用される。
難燃メカニズムは、臭素がラジカルを捕捉することにより燃焼前段階のラジカル連鎖反応を止めることによるといわれている。
PBDEはPCBやダイオキシンと類似の構造を持つため、脂溶性が高く生物蓄積性を有し、生物濃縮される。そのため様々な野生生物やヒトの試料からPBDEが検出されている。一方で、臭素化合物であるため光には敏感で、これら有機塩素化合物に比べ速やかに光分解される。光分解過程で脱臭素化がおき、さらに毒性の高い臭素化ダイオキシン類（外部リンク）が形成されるという報告もある。PBDEを含む素材の燃焼試験では燃焼後臭素系ダイオキシン類が検出されている。
PBDEの毒性に関する報告は少ないが急性毒性は低いと考えられる。一部の超高濃度暴露実験から甲状腺ホルモン系や精子形成などへの影響が示唆されている。
製剤は異性体組成によりテトラ製剤、ペンタ製剤、オクタ製剤、デカ製剤の種類があり、デカ製剤の使用量が最も多い。
オクタ製剤、ペンタ製剤はRoHS指令において規制の対象となっており、10臭素化体であるDBDE（デカブロモジフェニルエーテル）も検討の対象となっている。日本では業界の自主規制によりデカ製剤を除くPBDE製剤の使用は減らされてきた。アメリカにおいては一部の州を除き特に規制は行われていない。中国では中国版RoHSの対象になっている。またPOPs条約（残留性有機汚染物質に関するストックホルム条約）においても（POPs は persistent organic pollutants の略語、残留性有機汚染物質を指す）PBDE は POPs 候補物質とされている。